# Vincent McEveety
Vincent Michael McEveety, född 10 augusti 1929 i Los Angeles, död 19 maj 2018 på samma ort, var en amerikansk regissör, regiassistent och filmproducent. Han är främst känd för att ha regisserat ett flertal spelfilmer åt Walt Disney Productions, samt avsnitt från kända TV-serier som Star Trek, Mannen från UNCLE och Perry Mason.
McEevety var son till regissören Bernard McEveety och far till skådespelaren Vincent J. McEveety.

## Filmografi
| År        | Titel                                                   | Typ               | Roll i produktionen         | Not           |
| --------- | ------------------------------------------------------- | ----------------- | --------------------------- | ------------- |
| 1955      | Ta fast tjuven                                          | Långfilm          | Teknisk rådgivare           | Ej krediterad |
| 1956      | Westward Ho, the Wagons!                                | Långfilm          | Regiassistent               | Ej krediterad |
| 1956-86   | The Magical World of Disney                             | TV-serie          | Regiassistent och regissör  | 30 avsnitt    |
| 1957      | Whirlybirds                                             | TV-serie          | Regiassistent               | 8 avsnitt     |
| 1957-60   | Zorro                                                   | TV-serie          | Regiassistent               | 19 avsnitt    |
| 1958      | Zorros märke                                            | Långfilm          | Regiassistent               |               |
| 1958      | Personal Report, Inc.                                   | TV-film           | Regiassistent               |               |
| 1958-59   | U.S. Marshal                                            | TV-serie          | Regiassistent               | 6 avsnitt     |
| 1958-60   | The Texan                                               | TV-serie          | Regiassistent               | 2 avsnitt     |
| 1959      | The Scarface Mob                                        | TV-film           | Regiassistent               |               |
| 1959      | Westinghouse Desilu Playhouse                           | TV-serie          | Regiassistent               | 2 avsnitt     |
| 1959      | Kalle i mattemagikens land                              | Animerad kortfilm | Regiassistent               |               |
| 1959-63   | The Untouchables                                        | TV-serie          | Regiassistent och producent | 31 avsnitt    |
| 1960      | The Rebel                                               | TV-serie          | Regiassistent               | 1 avsnitt     |
| 1961      | The Courtship of Eddie's Father                         | TV-serie          | Regiassistent               | 3 avsnitt     |
| 1963      | Jagad                                                   | TV-serie          | Regissör                    | 1 avsnitt     |
| 1963-64   | Världens största show                                   | TV-serie          | Regissör                    | 3 avsnitt     |
| 1964      | The Lieutenant                                          | TV-serie          | Regissör                    | 5 avsnitt     |
| 1964      | Mannen från UNCLE                                       | TV-serie          | Regissör                    | 1 avsnitt     |
| 1964      | Prärie                                                  | TV-serie          | Regissör                    | 3 avsnitt     |
| 1964      | Bröderna Cartwright                                     | TV-serie          | Regissör                    | 1 avsnitt     |
| 1965      | Branded                                                 | TV-serie          | Regissör                    | 4 avsnitt     |
| 1965      | Perry Mason                                             | TV-serie          | Regissör                    | 2 avsnitt     |
| 1965-75   | Krutrök                                                 | TV-serie          | Regissör                    | 45 avsnitt    |
| 1966      | The Road West                                           | TV-serie          | Regissör                    | 2 avsnitt     |
| 1966      | The Felony Squad                                        | TV-serie          | Regissör                    | 1 avsnitt     |
| 1966      | Blade Rider, Revenge of the Indian Nations              | Långfilm          | Regissör                    |               |
| 1966-68   | Star Trek                                               | TV-serie          | Regissör                    | 6 avsnitt     |
| 1967      | Police Story                                            | TV-film           | Regissör                    |               |
| 1967      | Mannix                                                  | TV-serie          | Regissör                    | 1 avsnitt     |
| 1967      | The Legend of Jud Starr                                 | TV-film           | Regissör                    |               |
| 1967-68   | Cimarron Strip                                          | TV-serie          | Regissör                    | 3 avsnitt     |
| 1968      | Duellen i Firecreek                                     | Långfilm          | Regissör                    |               |
| 1969      | This Savage Land                                        | TV-film           | Regissör                    |               |
| 1970      | Smoke                                                   | TV-film           | Regissör                    |               |
| 1970      | Cutter's Trail                                          | TV-film           | Regissör                    |               |
| 1970      | Menace on the Mountain                                  | TV-film           | Regissör                    |               |
| 1971      | O'Hara, U.S. Treasury                                   | TV-serie          | Producent                   | 1 avsnitt     |
| 1971      | Den vilda jakten på Charlie!                            | Långfilm          | Regissör                    |               |
| 1972      | Årets hund                                              | Långfilm          | Regissör                    |               |
| 1973      | En räddande ängel                                       | Långfilm          | Regissör                    |               |
| 1973      | Superpappan                                             | Långfilm          | Regissör                    |               |
| 1974      | Wonder Woman                                            | TV-film           | Regissör                    |               |
| 1974      | The Castaway Cowboy                                     | Långfilm          | Regissör                    |               |
| 1974      | Rockford tar över                                       | TV-serie          | Regissör                    | 1 avsnitt     |
| 1974      | Petrocelli                                              | TV-serie          | Regissör                    | 1 avsnitt     |
| 1975      | Starkaste mannen i världen                              | Långfilm          | Regissör                    |               |
| 1975      | The Last Day                                            | TV-serie          | Regissör                    |               |
| 1975      | Kolchak: The Night Stalker                              | TV-serie          | Regissör                    | 1 avsnitt     |
| 1976      | Matecumbes skatt                                        | Långfilm          | Regissör                    |               |
| 1976      | Gus - matchens hjälte                                   | Långfilm          | Regissör                    |               |
| 1977      | The Ghost of Cypress Swamp                              | TV-film           | Regissör                    |               |
| 1977      | Future Cop                                              | TV-serie          | Regissör                    | 1 avsnitt     |
| 1977      | The Fantastic Journey                                   | TV-serie          | Regissör                    | 2 avsnitt     |
| 1977      | Herbie i Monte Carlo                                    | Långfilm          | Regissör                    |               |
| 1977-79   | Familjen Macahan                                        | TV-serie          | Regissör                    | 14 avsnitt    |
| 1977-81   | Eight Is Enough                                         | TV-serie          | Regissör                    | 8 avsnitt     |
| 1978      | The Busters                                             | TV-film           | Regissör                    |               |
| 1978      | Dallas                                                  | TV-serie          | Regissör                    | 2 avsnitt     |
| 1979      | Buffalo Soldiers                                        | TV-film           | Regissör                    |               |
| 1979      | Gänget drar vidare                                      | Långfilm          | Regissör                    |               |
| 1980      | Skogens väktare                                         | Långfilm          | Regissör                    | Ej krediterad |
| 1980      | Herbie vild och galen                                   | Långfilm          | Regissör                    |               |
| 1981      | Buck Rogers in the 25th Century                         | TV-serie          | Regissör                    | 3 avsnitt     |
| 1981      | Amy                                                     | Oberoende film    | Regissör                    |               |
| 1981      | McClain's Law                                           | TV-serie          | Regissör                    | 1 avsnitt     |
| 1981      | Skyward Christmas                                       | TV-film           | Regissör                    |               |
| 1982      | Herbie, the Love Bug                                    | TV-serie          | Regissör                    | 2 avsnitt     |
| 1982      | Sju brudar, sju bröder                                  | TV-serie          | Regissör                    | 2 avsnitt     |
| 1982      | Amy-on-the-Lips                                         | Kortfilm          | Regissör                    |               |
| 1982-88   | Simon & Simon                                           | TV-serie          | Regissör                    | 40 avsnitt    |
| 1983      | The Powers of Matthew Star                              | TV-serie          | Regissör                    | 1 avsnitt     |
| 1983      | Lottery!                                                | TV-serie          | Regissör                    | 1 avsnitt     |
| 1983      | Datadeckarna                                            | TV-serie          | Regissör                    | 1 avsnitt     |
| 1984      | Magnum                                                  | TV-serie          | Regissör                    | 1 avsnitt     |
| 1984-86   | T.J. Hooker                                             | TV-serie          | Regissör                    | 2 avsnitt     |
| 1984-87   | Hotellet                                                | TV-serie          | Regissör                    | 6 avsnitt     |
| 1985      | Scarecrow and Mrs. King                                 | TV-serie          | Regissör                    | 1 avsnitt     |
| 1985      | Crazy Like a Fox                                        | TV-serie          | Regissör                    | 3 avsnitt     |
| 1986      | Airwolf                                                 | TV-serie          | Regissör                    | 1 avsnitt     |
| 1986      | Sidekicks                                               | TV-serie          | Regissör                    | 2 avsnitt     |
| 1987      | Gunsmoke – Return to Dodge                              | TV-film           | Regissör                    |               |
| 1987      | The Oldest Rookie                                       | TV-serie          | Regissör                    | 1 avsnitt     |
| 1988      | Probe                                                   | TV-serie          | Regissör                    | 1 avsnitt     |
| 1988-96   | Mord och inga visor                                     | TV-serie          | Regissör                    | 28 avsnitt    |
| 1989-94   | In the Heat of the Night                                | TV-serie          | Regissör                    | 18 avsnitt    |
| 1990-97   | Columbo                                                 | TV-serie          | Regissör och producent      | 7 avsnitt     |
| 1991      | K-9                                                     | TV-film           | Regissör                    |               |
| 1991      | Stranger at My Door                                     | TV-film           | Regissör                    |               |
| 1991      | Dubbeldeckarna                                          | TV-serie          | Regissör                    | 1 avsnitt     |
| 1994-2000 | Diagnos mord                                            | TV-serie          | Regissör                    | 11 avsnitt    |
| 1995      | A Perry Mason Mystery: The Case of the Jealous Jokester | TV-film           | Regissör                    |               |
| 1996-97   | Promised Land                                           | TV-serie          | Regissör                    | 3 avsnitt     |
| 1998      | Pensacola: Wings of Gold                                | TV-serie          | Regissör                    | 1 avsnitt     |